# Stick Together
Stick Together er en EP af den danske popduo Anthony Jasmin, der udkom 16. juni 2014 på Epic Records og Sony Music. Anthony Jasmin vandt som den første gruppe talentshowet X Factor 2014 på DR1, med Thomas Blachman som deres mentor. Efter finalesejren den 28. marts 2014 udkom deres vindersingle "Do Ya", der senere modtog guld for 900.000 streams. I maj måned tog duoen til Los Angeles for at arbejde med den amerikanske producer John Shanks, som var præmien for at vinde X Factor.

## Spor
| #  | Titel                    | Tekst                                                 | Musik                                 | Producer(e)           | Længde |
| -- | ------------------------ | ----------------------------------------------------- | ------------------------------------- | --------------------- | ------ |
| 1. | "Stick Together"         | Engelina Andrina Larsen, Glamboy P, Michael Pærremand | Larsen, Glamboy P, Pærremand          | John Shanks           | 3:04   |
| 2. | "Countless Oceans Later" | Larsen                                                | Larsen, Thomas Blachman, René Cambony | Blachman              | 3:27   |
| 3. | "Lonely Heart"           | Larsen, Glamboy P                                     | Larsen, Glamboy P, Thomas Eriksen     | Shanks, Eriksen (co.) | 3:50   |
| 4. | "Mansion on the Moon"    | Shanks, Eddie Serrano, Sam Watters, Sierra Deaton     | Shanks, Serrano, Watters, Deaton      | Shanks                | 3:34   |
| 5. | "Do Ya"                  | Larsen, Ilanguaq David Lumholt                        | Mads Møller, Thor Nørgaard            | Pitchshifters         | 3:14   |